# Národní dům (Martin)
Národní dům je budova v Martině. Stojí na rohu Divadelní ulice a ulice Andreje Kmeťa a v současnosti v ní sídlí Divadlo SNP.
Původně to byla polyfunkční budova, v níž sídlilo divadlo, muzeum, kasino, hotel a restaurace. Byla postavena na základě architektonického návrhu Blažeje Bully, základní kámen byl položen 30. dubna 1888 a kompletně zrekonstruována byla v letech 1952-53. Při příležitosti 110. výročí otevření Národního domu byl 30. srpna 2000 uspořádán odborný seminář pod názvem Význam Národního domu v kulturně-společenských dějinách Slovenska.

## Vznik
Po zrušení Matice slovenské se stále častěji objevovaly myšlenky o potřebě postavit v Martině instituci, která by byla důstojným prostorem pro slovenské divadlo a knihovnu. Po konfiskaci matičních sbírek zůstali Slováci bez ústřední instituce, která by se zabývala mimo jiné i sbíráním a hlídáním národních literárních památek. A tak se na podnět místopředsedy, režiséra a herce Slovenského spevokolu Andreje Sokolíka, který vystoupil na zasedání Slovenského spevokolu 9. května 1885, začalo uvažovat o postavení nové budovy. Správní výbor pro výstavbu Národního domu se v Martině ustanovil 20. března 1887, pod vedením advokáta a politika Matouše Dullu. Výbor požádal slovenskou veřejnost o finanční pomoc. Národní noviny zveřejnily výzvu k získání finančních prostředků formou spoluvlastnických podílů ve výši 50 zlatých. Martinští advokáti sestavili projekt stavby jako soukromého-podnikatelskou věc. Znamenalo to, že v případě zákazu spolku nemohl být jeho majetek (budova) zabaven, jak se to stalo s první matiční budovou.

## Architektonická forma

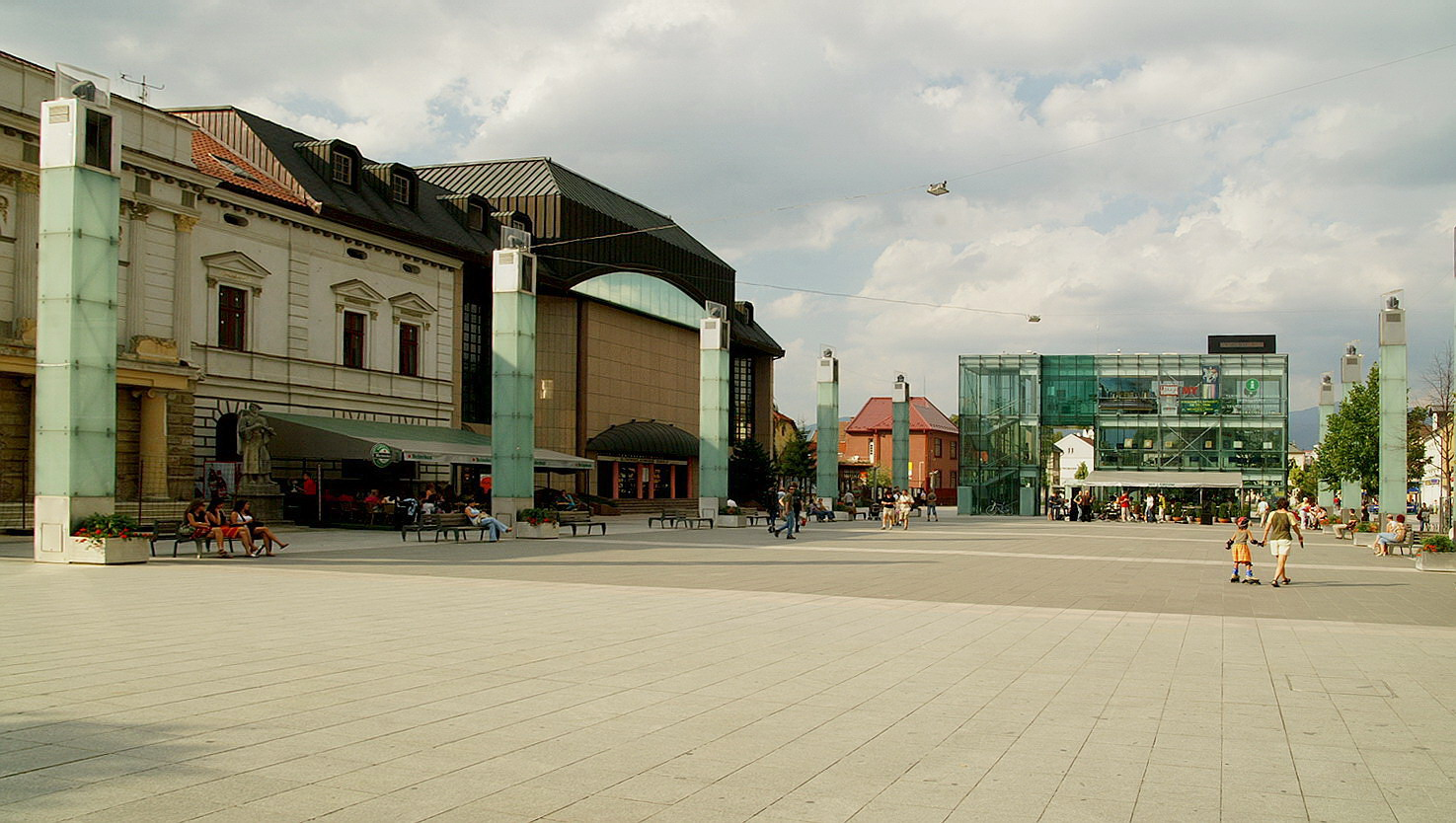
Pohled z náměstí.

Architektonický návrh vypracoval architekt – stavitel Blažej Bulla (projekt je jeho vrcholné dílo) a byl schválen Spolkem pražských architektů. Vnějšek budovy s průčelím, zdobeným korintskými sloupy, řešil v novorenesančním stylu, neskrývaje přitom inspiraci napoleonskou Paříží. Do stavby na patře umístil zimní zahradu v ruském slohu, se zasklenou kopulí v kruhovém tvaru a s bohatým využitím zeleně. V divadelním sále, Národní dvoraně, byly dvě proscéniové lóže, parter, tři galerie a velký prostor na stání. Vešlo se do ní kolem 1000 diváků. Prostory Turčianského kasina i klubových místností ztvárnil ve stylu lidové architektury.

## Rekonstrukce
Více než století existence se na Národním domě výrazně projevilo, co dospělo na začátku třetího tisíciletí až do jeho stavebního, bezpečnostního a technického havarijního stavu. Revize jeviště po ukončení divadelní sezóny 2000/2001 nepovažovala další provoz za bezpečný. Slovenské komorné divadlo Martin (tehdy Divadlo SNP) otevřelo další sezónu už jen v prostorách Studia, které bylo k Národnímu domu přistavěno v letech 1987/93. "Záchrana" budovy Národního domu se začala realizovat roku 2001, s cílem zrekonstruovat původní architektonické výjimečnosti interiérů, které byly přestavbami v padesátých letech 20. století do značné míry zdevastované. Navrátit objekt do původní podoby, jak jej navrhl jeho hlavní architekt Blažej Bulla a obnovit současnou funkci budovy sloužící jako sídlo profesionálního divadla s nejmodernější divadelní technologií.